# IC 4501
IC 4501 ist eine Balken-Spiralgalaxie vom Hubble-Typ SB(s)dm? im Sternbild Waage auf der Ekliptik. Sie ist rund 144 Millionen Lichtjahre von der Milchstraße entfernt.
Entdeckt wurde das Objekt 1899 von DeLisle Stewart.